# SG Post/Süd Regensburg
Die SG Post/Süd Regensburg (offiziell Sportgemeinschaft Post/Süd Regensburg e. V.) ist ein Sportverein der bayerischen Stadt Regensburg. Der Verein entstand 1986 aus dem Zusammenschluss des Post-SV Regensburg mit der TSG Regensburg-Süd und hat heute 1600 Mitglieder in 23 Abteilungen. Als Sportstätten werden hauptsächlich die städtische Sportanlage am Kaulbachweg, die städtische Sporthalle Königswiesen und die Sporthallen des Von-Müller-Gymnasium genutzt.

## Vorgängervereine
| Saison  | Liga             | Klasse | Platz | Tore  | Punkte | Ergebnis |
| ------- | ---------------- | ------ | ----- | ----- | ------ | -------- |
| 1981/82 | Bezirksliga Süd  | V      | 2.    | 85:40 | 39:17  | Aufstieg |
| 1982/83 | Landesliga Mitte | IV     | 14.   | 46:54 | 32:36  | Abstieg  |
| 1983/84 | Bezirksliga Süd  | V      | 2.    | 67:37 | 36:16  |          |
| 1984/85 | Bezirksliga Süd  | V      | 1.    | 72:18 | 43:9   | Aufstieg |
| 1985/86 | Landesliga Mitte | IV     | 9.    | 51:62 | 35:43  |          |

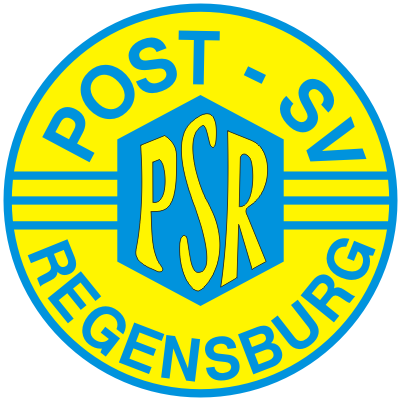
Logo des Post-SV Regensburg

Der ältere Vorgängerverein Post-Sportverein Regensburg wurde am 10. März 1928 gegründet und errichtete sein Sportgelände im Regensburger Westen. Nach dem Zweiten Weltkrieg wurde der Sportbetrieb allerdings erst 1950 wieder richtig aufgenommen. Da die Satzung des Bayerischen Landes-Sportverbandes die Gründung von Behördensportvereinen verboten hatte, musste sich der Post-SV einen neuen Namen geben und entschied sich für VfL 1928 Regensburg. Dieses Verbot wurde aber im Juli 1952 aufgehoben, sodass der Verein zu seinem alten Namen zurückkehrte.
Die Turn- und Sportgemeinde Regensburg-Süd war zunächst Teil des 1949 gegründeten Flüchtlingsvereins SpVgg Rapid Regensburg, änderte am 28. April 1950 aber ihren Namen. Am 26. April 1986 haben sich die beiden Vereine zur SG Post/Süd Regensburg zusammengeschlossen. Der Post-SV hatte für seine gut 2.000 Mitglieder nicht mehr genügend Kapazitäten, die TSG Süd konnte diese mit dem in den 1950er-Jahren errichteten Sportpark am Kaulbachweg zwar aufweisen, hatte aber finanzielle Probleme, sodass die Fusion für beide Vereine Sinn ergab. Die neuen Vereinsfarben Gelb und Grün setzten sich aus je einer Farbe der Vorgängervereine zusammen (Post-SV: blau-gelb; TSG Süd: grün-weiß).

## Fußballabteilung
| Saison  | Liga             | Klasse | Platz | Tore   | Punkte | Ergebnis |
| ------- | ---------------- | ------ | ----- | ------ | ------ | -------- |
| 1986/87 | Landesliga Mitte | IV     | 6.    | 61:44  | 33:31  |          |
| 1987/88 | Landesliga Mitte | IV     | 12.   | 57:65  | 33:43  |          |
| 1988/89 | Landesliga Mitte | IV     | 11.   | 56:60  | 35:37  |          |
| 1989/90 | Landesliga Mitte | IV     | 8.    | 70:60  | 35:29  |          |
| 1990/91 | Landesliga Mitte | IV     | 5.    | 43:25  | 37:23  |          |
| 1991/92 | Landesliga Mitte | IV     | 11..  | 54:59  | 27:33  |          |
| 1992/93 | Landesliga Mitte | IV     | 9.    | 50:58  | 28:32  |          |
| 1993/94 | Landesliga Mitte | IV     | 5.    | 55:40  | 35:25  |          |
| 1994/95 | Landesliga Mitte | V      | 3.    | 92:37  | 52:16  |          |
| 1995/96 | Landesliga Mitte | V      | 1.    | 85:29  | 73     | Aufstieg |
| 1996/97 | Bayernliga       | IV     | 6.    | 64:37  | 54     |          |
| 1997/98 | Bayernliga       | IV     | 3.    | 70:45  | 63     |          |
| 1998/99 | Bayernliga       | IV     | 16.   | 45:63  | 34     | Abstieg  |
| 1999/00 | Landesliga Mitte | V      | 3.    | 69:40  | 59     |          |
| 2000/01 | Landesliga Mitte | V      | 5.    | 62:51  | 55     |          |
| 2001/02 | Landesliga Mitte | V      | 1.    | 100:38 | 74     | Aufstieg |

Überregional sorgte der Post-SV nur einmal für Aufsehen, als er in der ersten Hauptrunde des DFB-Pokals 1981/82 teilnahm, Tennis Borussia Berlin im Mommsenstadion aber mit 3:4 unterlag. 1982 gelang dann der erstmalige Aufstieg in die viertklassige Landesliga.
1986 übernahm die Fußballabteilung der neu gegründeten SG Post/Süd Regensburg den Platz des Post-SV Regensburg. Zehn Jahre nach der Gründung stieg der Verein 1996 als Meister der Landesliga Mitte erstmals in die Bayernliga auf. Der dritte Platz in der Saison 1997/98 war die beste Platzierung, man verpasste die Aufstiegsrelegation zur Regionalliga nur um zwei Punkte. Im gleichen Jahr erreichte der Verein das Finale des Bayerischen Toto-Pokals und qualifizierte sich erneut für die 1. Hauptrunde des DFB-Pokals 1998/99. Abermals schieden die Bayern gegen eine Berliner Mannschaft – diesmal Hertha BSC – aus, vor 4.500 Zuschauern unterlag die SG Post/Süd im Jahnstadion mit 0:2. Drei Jahre lang war die SG Post/Süd die fußballerische Nummer 1 der Stadt, da der SSV Jahn Regensburg zu der Zeit nur noch in der Landesliga spielte.
Nach dem Abstieg aus der Bayernliga im Jahr 1999 gewann Post/Süd in der Saison 2001/02 erneut die Meisterschaft in der Landesliga Mitte, die Fußballabteilung schloss sich im selben Sommer jedoch dem (mittlerweile) Regionalligisten Jahn Regensburg an und spielte als dessen zweite Mannschaft in der Bayernliga. Seitdem hat Post/Süd keine Fußballabteilung mehr. Seit dem Anschluss der Fußballer an den SSV Jahn nutzt dieser die Fußballplätze der städtischen Sportanlage am Kaulbachweg, alle anderen Sportanlagen (darunter Leichtathletikanlage, Tennisplätze, Beachvolleyballplätze, Sporthalle) werden weiterhin von der SG Post/Süd genutzt.

### Bekannte Spieler und Trainer
- Hans Dorfner
- Dieter Eckstein
- Oliver Fink
- Roland Seitz
- Karsten Wettberg

## Badmintonabteilung
Die Badmintonabteilung hat im Laufe der Jahre alle Spielstärken in den Klassen C-Klasse bis hinauf zur 2. Bundesliga bespielt und unterschiedliche Erfolge auch bei den deutschen Postmeisterschaften erzielt. Dadurch reiht sie sich ein in die Erfolge der beiden weiteren Bundesliga-Mannschaften des SSV Jahn Regensburg (Fußball) und des SV Fortuna Regensburg (ebenfalls Badminton) der Stadt Regensburg.

## Handball
Ab der Saison 1966/67 bis 1980/81 spielten die Post SV-Handballer dreizehn Jahre in der drittklassigen Handball-Bayernliga und zwei Jahre in der zweitklassigen Handball-Regionalliga Süd. Die Ausbeute in der Zeit waren fünf Vizemeisterschaften und zwei Meisterschaften in der Handball-Bayernliga sowie ein Aufstieg in die Handball-Regionalliga Süd.
Von 1981 bis 1987 wurde noch ein Jahr in der drittklassigen Handball-Regionalliga Süd und fünf Jahre in der viertklassigen Bayernliga gespielt. Die beste Platzierung in der Zeit war ein dritter Platz in der Saison 1983/84.
Ab der Saison 1986/87 kam die Umstellung in SG Post/Süd Regensburg. Größter Erfolg der Spielgemeinschaft war im Jahr 2000, als sie sich für die Hauptrunde im DHB-Pokal qualifizieren konnte. Die Handballabteilung der SG Post/Süd nimmt 2022/23 mit mehreren Mannschaften am Spielbetrieb des Bayerischen Handballverbandes (BHV) teil.
| Erfolge | Erfolge |
| --- | --- |
| - Aufstieg in die Regionalliga 1975 (2. Liga) - Aufstieg in die Bayernliga 1966 (2. Liga) - DHB-Pokal Hauptrunde 2000 - Bayerischer Pokalsieger 2000 | - Bayerischer Handballmeister 1972, 1975 (3. Liga) - Aufstieg in die Regionalliga Süd 1981 (3. Liga) - Bayerischer Vizemeisterschaften (3. Liga) 1970, 1971, 1973 1980, 1981 |

### HG Regensburg
Die HG Regensburg wurde in der Saison 1988/89 Vizemeister der Regionalliga Süd (Frauen) und war damit auch für die 2. Handball-Bundesliga (Frauen) qualifiziert. In der Saison 1991/92 spielte die HG letztmalig in der Regionalliga und verabschiedete sich damit auch aus dem höherklassigen Spielbetrieb.
| Erfolge | Erfolge                                                                                       |
| --- | --------------------------------------------------------------------------------------------- |
| - 1989 Aufstieg in die 2. Handball-Bundesliga (Frauen) - 1989 Vizemeister Handball-Regionalliga Süd (Frauen) | - 1985 Aufstieg in die Regionalliga Süd (Frauen) - 1985 Bayerischer Handball-Meister (Frauen) |

## Weitere Abteilungen
Heute bietet die SG Post/Süd Regensburg folgende Abteilungen an: Aikido, Badminton, Damengymnastik, Historische Kampfkünste Europas (HEMA), Fitness, Floorball, Kindersport, Kegeln, Koronarsport, Leichtathletik, Ninjutsu, Rock ’n’ Roll, Schach, Schützen, Seniorensport, Ski/Snowboard, Tennis, Tischtennis, Volleyball und Wandern.